# L'elemento del crimine
L'elemento del crimine (Forbrydelsen element) è un film del 1984 diretto da Lars von Trier.
Primo lungometraggio di Lars von Trier e primo capitolo della sua "trilogia europea", è stato presentato in concorso al 37º Festival di Cannes, dove ha vinto il Grand Prix tecnico.

## Trama
Il film è ambientato in un'Europa decadente e distopica. Un detective inglese di nome Fisher (Michael Elphick), che vive al Cairo, si rivolge ad uno psicanalista per liberarsi del suo mal di testa persistente. Si sottopone ad ipnosi, e viene spinto a ricordare cos'era accaduto nei due mesi precedenti, passati in Europa, dove era stato chiamato per prender parte ad un'indagine riguardante l'omicidio di una bambina che vendeva biglietti della lotteria.
Fisher tenta di rintracciare l'assassino utilizzando un controverso metodo teorizzato in un libro intitolato L'elemento del crimine, scritto dal suo mentore ormai a riposo, Osborne (Esmond Knight). A Fisher si unisce nella ricerca una giovane prostituta di nome Kim (Me Me Lay). Il metodo di indagine descritto ne L'elemento del crimine consiste nella totale identificazione dell'investigatore con l'assassino. Fisher, nel seguire tale metodo, finisce così per comportarsi egli stesso come un serial killer.

## Curiosità
Le caratteristiche principali del film sono: un'ambientazione sempre notturna, la costante presenza dell'acqua e la predominanza di illuminazione di colore giallo, che dà un effetto simile al seppiato.

## Riconoscimenti
- Festival di Cannes 1984
  - Grand Prix tecnico
- Premi Robert 1985
  - Miglior film
  - Miglior fotografia
  - Miglior montaggio
  - Miglior scenografia
  - Migliori costumi
  - Miglior sonoro
  - Migliori effetti speciali